# Jonathan Barlow
Jonathan Matthew Barlow (Stokmarknes, 7 dicembre 1991) è un giocatore di calcio a 5 e calciatore norvegese, intermedio del Vesterålen e centrocampista del Finnsnes.

## Carriera

### Club
Barlow ha cominciato la propria carriera con la maglia del Sortland, formazione per cui ha militato fino al 2011. Il 29 marzo 2012 è stato infatti ingaggiato dal Senja, squadra all'epoca militante nella 2. divisjon. Ha esordito in squadra il successivo 15 aprile, schierato titolare nella sconfitta per 3-0 maturata sul campo del Lørenskog. Il 29 aprile ha siglato invece la prima rete, nella partita persa per 3-1 in casa del Moss.
A marzo 2014, Barlow è passato al Tromsdalen, squadra della 1. divisjon. Ha esordito con questa maglia il 6 aprile, schierato titolare nella vittoria per 2-1 sullo Strømmen. Il 21 aprile ha segnato la prima rete, contribuendo alla vittoria per 3-1 sull'Ullensaker/Kisa. Al termine della stagione, Barlow ha totalizzato 30 presenze e 3 reti, mentre il Tromsdalen è retrocesso in 2. divisjon in virtù del 14º posto finale in campionato.
Nel 2015, Barlow ha fatto ritorno al Sortland. Il 1º marzo 2016 si è accordato con il Finnsnes, in 2. divisjon. Ha esordito in data 10 aprile, schierato titolare nel successo casalingo per 1-0 sul Kjelsås. Il 25 aprile ha trovato la prima rete, nel 3-0 inflitto al Tromsø 2. Ha contribuito al 2º posto finale della sua squadra.

### Nazionale
Il 25 novembre 2015, Barlow è stato convocato per la prima volta dalla Nazionale di calcio a 5 della Norvegia per le partite da disputarsi contro Romania, Portogallo e Polonia rispettivamente il 10, 11 e 13 dicembre, tutte valide per le qualificazioni alla Coppa del Mondo 2016. Il 10 dicembre ha così effettuato il proprio debutto, nella sconfitta per 5-1 contro la compagine rumena.

## Statistiche

### Presenze e reti nei club
Statistiche aggiornate al 27 ottobre 2017.
| Stagione        | Club            | Campionato      | Campionato | Campionato | Coppe nazionali | Coppe nazionali | Coppe nazionali | Coppe continentali | Coppe continentali | Coppe continentali | Supercoppe | Supercoppe | Supercoppe | Totale | Totale |
| Stagione        | Club            | Comp            | Pres       | Reti       | Comp            | Pres            | Reti            | Comp               | Pres               | Reti               | Comp       | Pres       | Reti       | Pres   | Reti   |
| --------------- | --------------- | --------------- | ---------- | ---------- | --------------- | --------------- | --------------- | ------------------ | ------------------ | ------------------ | ---------- | ---------- | ---------- | ------ | ------ |
| 2009            | Sortland        | 3D              | ?          | ?          | CN              | ?               | ?               | -                  | -                  | -                  | -          | -          | -          | ?      | ?      |
| 2010            | Sortland        | 3D              | ?          | ?          | CN              | ?               | ?               | -                  | -                  | -                  | -          | -          | -          | ?      | ?      |
| 2011            | Sortland        | 3D              | ?          | ?          | CN              | ?               | ?               | -                  | -                  | -                  | -          | -          | -          | ?      | ?      |
| 2012            | Senja           | 2D              | 26         | 8          | CN              | 1               | 0               | -                  | -                  | -                  | -          | -          | -          | 27     | 8      |
| 2013            | Senja           | 2D              | 24         | 3          | CN              | 1               | 0               | -                  | -                  | -                  | -          | -          | -          | 25     | 3      |
| gen.-mar. 2014  | Senja           | 3D              | -          | -          | CN              | 1               | 0               | -                  | -                  | -                  | -          | -          | -          | 1      | 0      |
| Totale Senja    | Totale Senja    | Totale Senja    | 50         | 11         |                 | 3               | 0               |                    | -                  | -                  |            | -          | -          | 53     | 11     |
| mar.-dic. 2014  | Tromsdalen      | 1D              | 26         | 3          | CN              | 4               | 0               | -                  | -                  | -                  | -          | -          | -          | 30     | 3      |
| 2015            | Sortland        | 3D              | 18         | 4          | CN              | 3               | 3               | -                  | -                  | -                  | -          | -          | -          | 21     | 5      |
| Totale Sortland | Totale Sortland | Totale Sortland | 18+        | 4+         |                 | 3+              | 3+              |                    | -                  | -                  |            | -          | -          | 21+    | 5+     |
| 2016            | Finnsnes        | 2D              | 24         | 1          | CN              | 2               | 0               | -                  | -                  | -                  | -          | -          | -          | 26     | 1      |
| 2017            | Finnsnes        | 2D              | 24         | 2          | CN              | 2               | 0               | -                  | -                  | -                  | -          | -          | -          | 26     | 2      |
| 2018            | Finnsnes        | 3D              | 0          | 0          | CN              | 0               | 0               | -                  | -                  | -                  | -          | -          | -          | 0      | 0      |
| Totale Finnsnes | Totale Finnsnes | Totale Finnsnes | 48         | 3          |                 | 4               | 0               |                    | -                  | -                  |            | -          | -          | 52     | 3      |
| Totale          | Totale          | Totale          | 142+       | 21+        |                 | 14+             | 3+              |                    | -                  | -                  |            | -          | -          | 156+   | 24+    |